# Teloganopsis oriens
Teloganopsis oriens is een haft uit de familie Ephemerellidae. De wetenschappelijke naam van de soort is voor het eerst geldig gepubliceerd in 2006 door Jacobus & McCafferty.
De soort komt voor in het Oriëntaals gebied.